# Aloxiprină
Aloxiprina (sau acetil-salicilatul de aluminiu) este un medicament derivat de aspirină utilizat pentru tratamentul durerii și inflamației asociate bolilor musculaturii scheletice și ale articulațiilor. Prezintă efecte antiinflamatoare, antipiretice și analgezice. Este format din aspirină și hidroxid de aluminiu. Calea de administrare disponibilă este cea orală.